# Mercedes Abella
Mercedes Abella Oliveros, conocida como Mercedes Abella, nacida el 6 de abril de 1926 en Baracoa (provincia de Oriente), es una terapeuta ocupacional cubana, conocida como la fundadora de la terapia ocupacional en España.[cita requerida]

## Biografía

### Formación
Se graduó en la Escuela del Hogar de la Habana en 1949. Posteriormente se trasladó a los Estados Unidos para estudiar terapia ocupacional en la Universidad de Nueva York (New York University, NYU) donde obtuvo el título e año 1954. Continuó ses estudios en esta universidad, graduándose en 1959 como Bachelor of Science, y alcanzando el título de Master of Arts en 1972.

### Cargos desempeñados
De 1954 a 1956 formó parte del personal del Centro de Rehabilitación de Terapia Ocupacional Franklin Delano Roosevelt de Havana, Illinois, Estados Unidos. En 1957 ocupó el mismo cargo en el General Hospital de Queens (Nueva York). De 1958 a 1959 fue terapeuta ocupacional senior en el Rusk Institute Rehabilitation Medicine de la Facultad de Medicina de la Universidad de Nueva York. En 1960 fue supervisora en el St. Mary's Hospital for Children de Bayside, Queens, Nueva York.
En 1961 fue comisionada por la Organización Mundial de la Salud para el desarrollo de la terapia ocupacional en España, luego de que Manuel Oñorbe Garbayo, Heliodoro Ruiz García y Cecilio González Sánchez pusiesen en funcionamiento la Escuela Nacional de Terapia Ocupacional en el Dispensario Nacional de Rehabilitación de Madrid. Abella elaboró el primer plan de estudios para la enseñanza de la terapia ocupacional, e impartió materias específicas de esta disciplina. Su idea era establecer los estándares de la primera Escuela de Terapia Ocupacional en España, escuela que se estableció en la calle Maudes de Madrid. Su labor se desenvolvió allí durante tres años. En 1964 abandona España, para trabajar como directora adjunta del Departamento de Terapia Ocupacional, en el Instituto de Rehabilitación de Medicina de Nueva York (Rusk Institute Rehabilitation Medicine).
De 1964 a 1967 fue supervisora y coordinadora de estudiantes del Rusk Institute Rehabilitation Medicine de Nueva York y, desde 1976 es asistenta del director de ese mismo dentro. De 1970 a 1990 fue consultora del World Rehabilitation Fund para América Central y China. Desde 1994 es miembro del Accreditation Council for Occupational Therapy Education.
Así mismo es membro de la American Occupational Therapy Association (vicepresidenta no período 1982-1987) y de la New York State Occupational Therapy Association.

### Vida personal
Mercedes Abella se casó con George Michael Selizki el 21 de mayo de 1980.

## Homenaje de los terapeutas ocupacionales gallegos
En el año 2008, la Facultad de Ciencias de la Salud de la Universidad de La Coruña y la Asociacíón profesional galega de terapeutas ocupacionais (APGTO), le hicieron entrega, en el rectorado de la Universidade, a Mercedes Abella, que llegó acompañada de su marido George Michael Selizki, de la medalla de oro de la terapia ocupacional en reconocimiento a su labor y trabajo.